# Andrej Platonovics Platonov
Andrej Platonovics Platonov (oroszul: Андре́й Плато́нович Платонов), (Voronyezs, 1899. augusztus 16. – Moszkva, 1951. január 5.) orosz származású szovjet filozófus, regényíró, novellaíró, drámaíró és költő. Bár kommunista volt, fő művei életében kiadatlanok maradtak a mezőgazdaság kollektivizálásával (1929–1940) és más sztálinista intézkedésekkel szembeni szkeptikus hozzáállása, valamint az egzisztencializmussal átitatott kísérletező, avantgárd stílusa miatt. Legismertebb művei közé tartozik a Csevengur (1928) és a Munkagödör (1930) című regény.

## Fiatalkora és iskolái
Platonov a közép-oroszországi Csernozjom régióban, Voronyezs szélén, Jamszkaja Szloboda (Ямская слобода) településen született. Édesapja fémszerelő (és amatőr feltaláló), akit a vasúti műhelyekben alkalmaztak, anyja pedig egy órásmester lánya volt. Egy helyi plébániai iskolába járt, általános iskolai tanulmányait egy négyéves városi iskolában végezte, majd tizenhárom évesen kezdett dolgozni olyan munkakörökben, mint: irodai tisztviselő a helyi biztosítótársaságnál, kohász a csőgyárban, segédgépész, raktáros és a vasút. Az 1917-es forradalmat követően a Voronyezsi Politechnikai Intézetben villamostechnikát tanult. Amikor 1918-ban kitört a polgárháború, Platonov segített apjának a vonatokon csapatokat és készleteket szállítani, valamint havat takarítani.

## Korai karrier
Közben Platonov verseket kezdett írni, és Moszkvában és máshol is megjelentette azokat. A helyi folyóiratok termékeny munkatársa is volt. Ezek közé tartozott a "Vasút", a helyi vasutasok szakszervezetének lapja; a Voronyezsi Területi Kommunista Párt újságok, "Vörös vidék" és "Voronyezsi kommuna"; és a Кузница, a "Smithy" proletár írócsoport országos folyóirata.
1918-tól 1921-ig, íróként a legintenzívebb korszaka között több tucat verset (1922-ben antológia jelent meg), számos történetet, cikkek és esszék százait publikálta, és 1920-ban felvette a Platonov írói álnevet, amelyen a leginkább ismert. Lenyűgöző energiával és intellektuális koraérettségével magabiztosan írt számos témában, beleértve az irodalom, művészet, kulturális élet, tudomány, filozófia, vallás, oktatás, politika, polgárháború, külkapcsolatok, gazdaság, technológia, éhínség és talajjavítás és mások. Nem volt szokatlan 1920 körül, hogy naponta két-három, egészen más témájú Platonov-darab jelent meg a sajtóban.
Részt vett a helyi Proletkult mozgalomban is, 1920 márciusában csatlakozott a Kommunista Újságírók Szövetségéhez, és szerkesztőként dolgozott a "Vörös vidék", valamint a helyi vasutasok szakszervezetének lapjában. 1920 augusztusában Platonovot beválasztották az újonnan megalakult Voronyezsi Proletár Írók Szövetségének ideiglenes igazgatóságába, és részt vett a Proletár Írók első kongresszusán Moszkvában 1920 októberében, amelyet a Smithy csoport szervezett. Rendszeresen olvasta verseit, és kritikai előadásokat tartott különböző klubtalálkozókon.
1920 júliusában Platonovot barátja, Litvin (Molotov) ajánlására felvették a Kommunista Pártba tagjelöltként. Részt vett a párt ülésein, de 1921. október 30-án „instabil elemként” kizárták a pártból. Később azt mondta, hogy az ok "fiatalkorú". Lehet, hogy az Új gazdaságpolitika (NEP) megdöbbenésére lépett ki a pártból. mint számos más munkás író (akik közül sokakat a Кузница révén és az 1920-as írókongresszuson találkozott). Az 1921-es éhínségtől megzavarva nyíltan és ellentmondásosan bírálta a helyi kommunisták viselkedését (és kiváltságait). 1924 tavaszán Platonov újrafelvételi kérelmet nyújtott be a pártba, megnyugtatva, hogy kommunista és marxista maradt, de akkor vagy a következő két alkalommal megtagadták.
1921-ben Platonov feleségül vette Maria Alekszandrovna Kasincevát (1903–1983); 1922-ben született egy fiuk, Platon és 1944-ben egy lányuk, Maria.
1922-ben, az 1921-es pusztító szárazság és éhínség nyomán Platonov felhagyott az írással, hogy a voronyezsi tartományi földhivatal, majd később a központi kormány számára a villamosítással és a meliorációval foglalkozzon. „Nem tudtam többé olyan szemlélődő tevékenységgel foglalkozni, mint az irodalom” – emlékezett vissza később. A következő években mérnökként és adminisztrátorként tevékenykedett, tavak és kutak ásását, mocsár lecsapolását, vízerőmű építését szervezte.

## Három kritikai mű
Amikor 1926-ban visszatért a prózaíráshoz, számos kritikus és olvasó felfigyelt egy jelentős és eredeti irodalmi hang megjelenésére. 1927-ben Moszkvába költözött, és először lett hivatásos író, aki számos vezető folyóirattal dolgozott.
1926 és 1930 között, a NEP-től az első ötéves tervig (1928–1932) tartó időszak Platonov elkészítette két fő művét, a Csevengur és a Munkagödör című regényeket. A rendszer implicit kritikájával egyiket sem fogadták el publikálásra, bár a Csevengur egyik része megjelent egy folyóiratban. A két regény csak az 1980-as évek végén jelent meg a Szovjetunióban.
Az 1930-as években Platonov Mihail Lifsic szovjet filozófussal dolgozott együtt, aki az Irodalmi Kritika című moszkvai folyóiratot szerkesztette, amelyet a világ marxista filozófusai követtek. A folyóirat másik munkatársa Lukács György teoretikus és Platonov, aki a két filozófussal való kapcsolatokra építkezett. Életében és írói karrierjében fordulópontot jelentett 1931 márciusában a „Впрок” című novella, amely a mezőgazdaság kényszerű kollektivizálását írja le az első ötéves terv során.
A levéltári bizonyítékok szerint OGPU besúgójának jelentése, 1931. július 11.) Sztálin a megjelenés után figyelmesen elolvasta a Впрок (Jövőbeni használatra) című könyvet, és marginális megjegyzéseket tett a szerzőről ("bolond, idióta, gazember") és irodalmi stílusáról ("ez nem orosz, hanem valami érthetetlen hülyeség") a magazin példányához. A kiadóknak, a Krasznaja nov havilapnak írt feljegyzésében Sztálin „ellenségeink ügynökének” minősítette Platonovot és egy utóiratban azt javasolta, hogy a szerzőt és a többi „zsibbadt koponyát” (azaz a szerkesztőket) úgy kell megbüntetni, hogy a büntetés „jövőbeli használatra” szolgáljon.
1933-ban az OGPU egyik tisztviselője, Sivarov különjelentést írt Platonovról. Mellékelték az „Ifjúság tengere”, a „14 vörös kunyhó” című darab és a befejezetlen „Technikai regény” változatait. A jelentés a Впрок-ot "a kolhozok megszervezéséről szóló szatírának" nevezte, és megjegyezte, hogy Platonov későbbi munkája feltárta az író "elmélyülő szovjetellenes attitűdjét".

### Hivatalos támogatás és bírálat
Platonov 1937 és 1951-ben bekövetkezett halála között további nyolc könyvet, szépirodalmat és esszét jelentetett meg.
1934-ben Makszim Gorkij megszervezte, hogy Platonov bekerüljön egy Közép-Ázsiába küldött „íródandárba” azzal a szándékkal, hogy a szovjet Türkmenisztán tízéves megünneplésére közös munkát adjanak ki. (Az év elején több mint 30 szovjet író közös munkája jelent meg a Fehér-tengeri csatorna építéséről.) Platonov hozzájárulása a türkmén kötethez egy „Sólapok” című novella egy perzsa rabszolgalány felszabadításáról. Platonov 1935-ben tért vissza Türkmenisztánba, és ez volt az alapja Dzsan (Джан) című novellájának. A Dzsan egy közép-ázsiai „nem orosz” közgazdászról szól, aki elhagyja Moszkvát, hogy segítse elveszett, Dzsan nevű nomád nemzetét, a visszautasítottakat és kitaszítottakat, akiknek csak a lelkük van. Cenzúrázott szöveg először 1966-ban jelent meg, teljes, cenzúrázatlan szöveg csak 1999-ben.
Az 1930-as évek közepén Platonovot ismét felkérték egy, a vasutasokról szóló kollektív kötethez. Két történetet írt: a "Halhatatlanságot", amelyet nagyon dicsértek, és az "Állatok és növények között", amelyet súlyosan kritizáltak, és végül csak erősen szerkesztett és sokkal gyengébb verzióban adtak ki.
1936 augusztusában a The Literary Critic kiadta az "Immortality"-t egy megjegyzéssel, amelyben elmagyarázta, milyen nehézségekkel kellett szembenéznie a szerzőnek, amikor a történetet más folyóiratoknak ajánlotta. A következő évben ezt a kiadványt kritika érte Красная новь-ban, sértve Platonov hírnevét. 1939-ben a történetet újra kiadták a tervezett gyűjtőkötetben, a Vasúti közlekedés fikciós ábrázolásai (1939) címmel, a szovjet vasúti rendszer hőseinek szentelték.

### Sztálin ambivalenciája és Platonov fia
Sztálin ambivalens volt Platonov írói értékét illetően. Ugyanez a besúgó 1931 júliusában azt állította, hogy ő is „zseniális, prófétának” nevezte az írót. Platonov a maga részéről ellenséges megjegyzéseket tett Trockijról, Rikovról és Buharinról, de nem Sztálinról, akinek több alkalommal is írt levelet. – Platonov itt van? – kérdezte Sztálin a szovjet írókkal Moszkvában, Gorkij villájában tartott találkozón 1932 októberében, amikor a szovjet vezető először „az emberi lélek mérnökeinek” nevezte az írókat.
1937 januárjában Platonov közreműködött a Lityeraturnaja gazeta egyik számában, amelyben a második moszkvai kirakatper vádlottjait (Radek, Pjatakov és mások) 30 ismert író, köztük Borisz Paszternak feljelentette és elítélte. A „Gonosz legyőzésére” című rövid szövege szerepel összegyűjtött műveiben. Felmerült, hogy kódolt kritikát tartalmaz a rendszerrel szemben.
1938 májusában, a Nagy Terror idején Platonov fiát „terroristaként” és „kémként” tartóztatták le. A fiút 15 éves korában, 1938 szeptemberében tíz év börtönbüntetésre ítélték, és javítómunka táborba küldték, ahol tuberkulózist kapott. Platonov és ismerősei (köztük Mihail Solohov) erőfeszítéseinek köszönhetően fiát szabadon engedték, és 1940 októberében hazatért, de halálos beteg volt és 1943 januárjában meghalt. Maga Platonov is elkapta a betegséget, miközben fiát ápolta.
A Nagy Honvédő Háború alatt (1941–1945) Platonov a Vörös Csillag (Кра́сная звезда́) című katonai újság haditudósítójaként szolgált és számos novellát közölt arról, amit a fronton látott. A háború enyhe fellendülést jelentett Platonov irodalmi reputációjában: ismét engedélyezték, hogy jelentősebb irodalmi folyóiratokban publikáljon, és e háborús történetek egy része, Platonov jellegzetes sajátos nyelvezete és metafizikája ellenére, jó fogadtatásra talált. A háború vége felé azonban Platonov egészsége megromlott, és 1944-ben tuberkulózist diagnosztizáltak nála. 1946-ban a Литературная Газета a szovjet kultúra elleni "rágalomként" minősítette utolsó megjelent novelláját, a "Возвращение"-t. Utolsó publikációi két folklórgyűjtemény volt. 1951-ben bekövetkezett halála után Vaszilij Grosszman beszélt a temetésén.

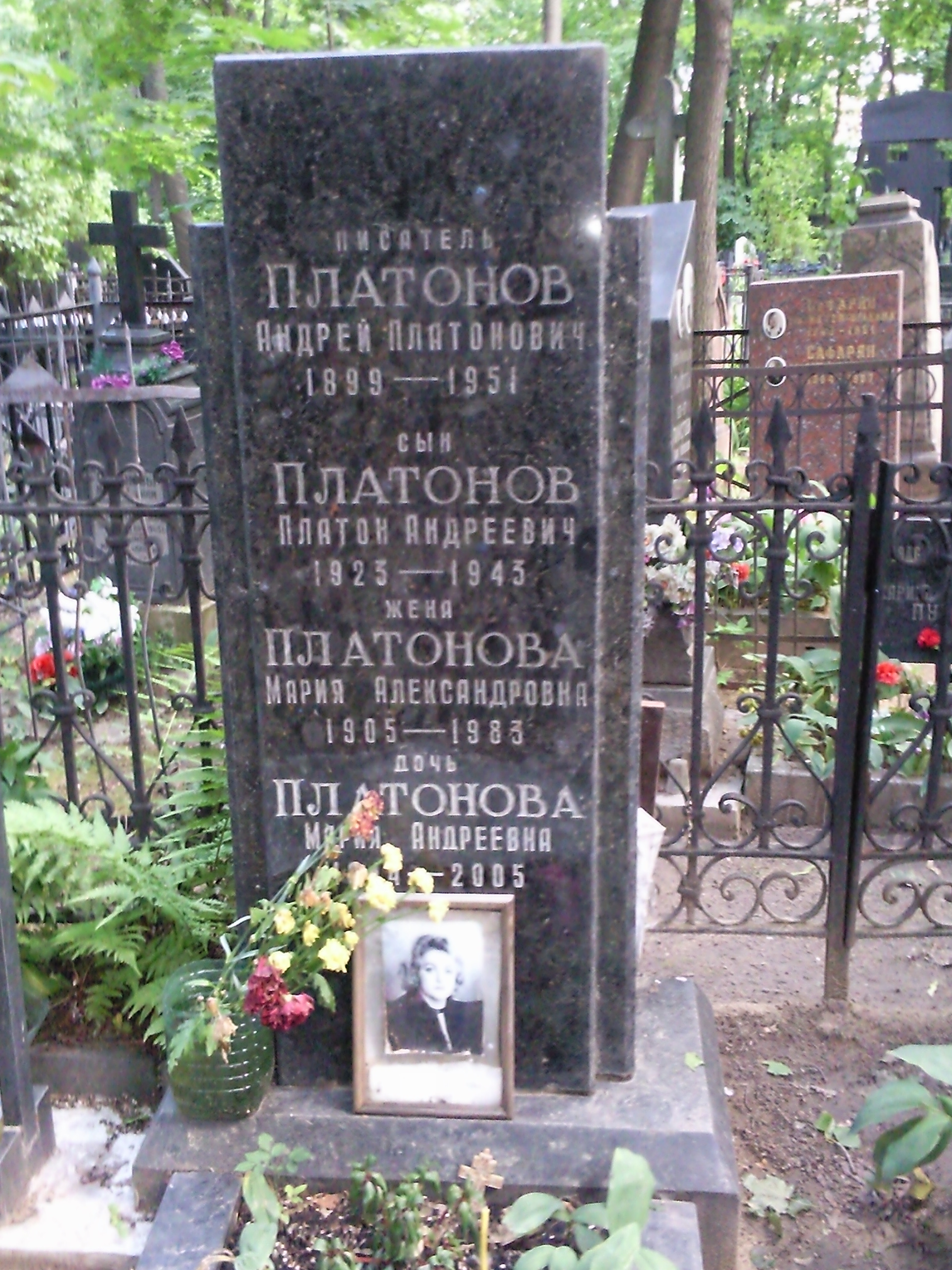
Andrej Platonov sírja az Őrmény temetőben.

## Öröksége
Platonov befolyása a későbbi orosz írókra jelentős. Néhány – de nem minden – munkáját az 1960-as évek hruscsovi olvadása idején publikálták vagy újra kiadták. és az 1970-es és 1980-as években Politikai írásai, anti-totalitárius álláspontja miatt Joszif Brodszkij a világ legfurcsább írójának nevezte.
A forradalom utáni első években (1918–1922) írt újságírásban, történetekben és költészetben Platonov az emberi természet feletti uralomról alkotott elképzeléseket a diadalmas emberi tudat és akarat iránti szkepticizmussal, a fizikai dolgok iránti szentimentális, sőt erotikus szeretettel pedig az anyagtól való félelemmel és ezzel együtt járó utálattal szövi át. Platonov úgy tekintett a világra, mint amely egyszerre testesíti meg a szellem és az anyag, az értelem és az érzelem, a természet és a gép ellentétes elvét.
A gyárakról, a gépekről és a technológiáról azt írta, hogy egyszerre csábítóak és félelmetesek. Célja az volt, hogy az ipart a gépekre fordítsa, hogy "az embert az anyagi termelés birodalmából az élet magasabb szférájába helyezze". Így Platonov víziójában az eljövendő „aranykorról” a gépek egyszerre ellenségek és megmentők. Platonov szerint paradox módon (bár a marxizmusra jellemző paradoxont visszhangozva) a modern technológiák lehetővé teszik, hogy az emberiség „megszabaduljon az anyag elnyomásától”.
Platonov írása szorosan kötődik olyan korábbi orosz szerzők műveihez, mint Fjodor Dosztojevszkij. Sok keresztény szimbolikát is használ, beleértve a kortárs és ókori filozófusok, köztük Nyikolaj Fedorov orosz filozófus kiemelkedő és észrevehető hatását.
A Gyönyörű és eszeveszett világ című novellagyűjtemény 1970-ben jelent meg JevgenyiFedorovj Jevtusenko bevezetőjével.
A Munkagödör a paraszti nyelvet ideológiai és politikai kifejezésekkel ötvözi az értelmetlenség érzésének megteremtésére, amihez hozzájárulnak a cselekmény hirtelen és néha fantasztikus eseményei. Joszif Brodszkij mélyen gyanúsnak tartja a művet a nyelv, különösen a politikai nyelv jelentését illetően. Az értelmetlenségnek ez a feltárása az egzisztencializmus és az abszurdizmus fémjelzi. Brodszkij megjegyezte: "Jaj azoknak az embereknek, akiknek nyelvére le lehet fordítani Andrej Platonovot."
Elif Batuman a Dzsan-t négy kedvenc 20. századi orosz műve közé sorolta. (Batuman a The Possessed: Adventures With Russian Books and the People Who Read Them című könyv szerzője, és a The Idiot című regényéért a Pulitzer-díj döntőse volt.)
Tatyjana Tolsztaja regényíró ezt írta: "Andrej Platonov rendkívüli író, a huszadik század talán legragyogóbb orosz írója."
Voronyezsben minden évben megrendezik az irodalmi kiállítást Platonov tiszteletére, amelyen az emberek a színpadról olvasnak fel néhány művet.

## A stílus és a téma
Platonov művének egyik legszembetűnőbb megkülönböztető jegye az eredeti nyelv, amelynek nincs analógja a világirodalomban. Gyakran "primitívnek", "nemtelennek", "házi készítésűnek" nevezik.
Platonov aktívan használja az "остранение" technikáját, prózája tele van a gyermekek beszédére jellemző lexikai és nyelvtani "hibákkal".
Jurij Levin kiemeli Platonov jellegzetes technikáit:
- szintaktikailag helytelen szerkezetek, például ige+hely körülmény. „Gondolkodj fejjel”, „felelte... kiszáradt szájából”, „felismerte a vágyat, hogy ebben az elkerített távolságban éljen”.
- redundancia, pleonasmus. „Voscsev... kinyitotta az űrbe vezető ajtót”, „teste vékony volt a ruhákban”.
- rendkívül általánosított szókincs. Konkrét tájleírások helyett „természet”, „hely”, „tér”. „Prusevszkij körülnézett a legközelebbi természet üres területén”, „öreg fa nőtt... ragyogó időben”.
- az okról szóló alárendelt kitételek aktív használata („Nastya... a rohanó férfiak körül lebegett, mert akart”), valamint a célról szóló mellékmondatok („Ideje enni a napi munkáért”). Ráadásul gyakran feleslegesek vagy logikailag motiválatlanok.
- a tipikus szovjet bürokrata zsargon aktív használata, gyakran ironikus módon („elkobozza a vonzalmát”), de ritkán.[24]

Levin kutató szerint ezeknek a fordulatoknak a segítségével Platonov a szöveg „panteleologikus” terét alkotja, ahol „minden mindennel összefügg”, és minden esemény egyetlen „természetben” bontakozik ki.
Andrej Platonov műveiben a forma és a tartalom egyetlen, felbonthatatlan egészet alkotnak, vagyis Platonov műveinek maga a nyelvezet a tartalmuk.
Platonov művének kulcsmotívumai közé tartozik a halál témája és annak legyőzése. Anatolij Rjaszov Platonov „halál metafizikájáról”. Platonov fiatal korában Nyikolaj Fedorov befolyása alá került és többször hivatkozik a halottak feltámasztásának gondolatára, amelyet szereplőinek tudatában a kommunizmus közelgő eljöveteléhez kapcsolódik.

## Tisztelet
Egy kisbolygót, amelyet 1981-ben fedezett fel L. G. Karacskina szovjet csillagász, Platonovról nevezték el.

## Művei

### Regények
- Чевенгур (Csevengur) – 1928
- Технический роман (Műszaki regény, befejezetlen) – 1930
- Счастливая Москва (Boldog Moszkva, befejezetlen) – 1933–1936
- Македонский офицер (Macedón tiszt) – 1936
- Путешествие из Ленинграда в Москву (Utazás Leningrádból Moszkvába, a kézirat elveszett) – 1937

### Magyarul
- Gyönyörű és eszeveszett világ (Novellák) – Magvető, Budapest, 1961 · Fordította: Wessely László
- Éjszakai küldetés (Elbeszélések) – Európa, Budapest, 1967 · Fordította: Árvay János, Füzesi Gyula, Gerencsér Zsigmond, Hernádi László, Kelemen Sándor, Péter Ágnes, Radványi Ervin, Wessely László
- Nagyfeszültség (Elbeszélések) – Magvető, Budapest, 1969 · Fordította: Bárány György, Makai Imre, Gerencsér Zsigmond, Kelemen Sándor, Gellért György, Csalló Jenő, Király Gyula, Horváth László
- Az élet fénye (Kisregények és elbeszélések) – Európa, Budapest, 1978 · ISBN 9630710544 · Fordította: Árvay János, Bárány György, Gellért György
- Munkagödör / Az ifjúság tengere (Котлован) – Európa, Budapest, 1978 · ISBN 9630748932 · Fordította: Király Zsuzsa, Vári Erzsébet
- Kintorna (Шарманка) – Háttér, Budapest, 1988 · ISBN 9637403248 · Fordította: Papp Judit
- Csevengur (Чевенгур) – Kárpátia / Magvető, Budapest / Ungvár, 1989 · ISBN 5775702964 · Fordította: Szabó Mária
- Dzsan (Джан) – Nagyvilág, Budapest, 2004 · ISBN 9638660228 · Fordította: Goretity József

## Fordítás
- Ez a szócikk részben vagy egészben  az   Andrei Platonov című angol Wikipédia-szócikk fordításán alapul.  Az eredeti cikk szerkesztőit annak laptörténete sorolja fel. Ez a jelzés csupán a megfogalmazás eredetét és a szerzői jogokat jelzi, nem szolgál a cikkben szereplő információk forrásmegjelöléseként.